# КК Хапоел Галил Елјон
КК Хапоел Галил Елјон (хебр. הפועל גליל עליון) је био израелски кошаркашки клуб из Кфар Блума. Такмичио се у Суперлиги Израела.

## Историја
Клуб је основан 1978. године. У сезони 1992/93, предвођени тренером Пинијем Гершоном, успели су да постану први тим ван Тел Авива који је успео да освоји израелско првенство, прекинувши тако низ Макаби Тел Авива од 23. године. Такође су освојили два пута израелски куп, 1988. и 1992. године. 
Године 2008. спојили су се са екипом Хапоел Гилбоа и тако је настао нови клуб Хапоел Гилбоа Галил.

## Успеси
- Првенство Израела
  - Победник (1) :  1993.
  - Другопласирани (2) :  1990, 1995.

- Куп Израела
  - Освајач (2) :  1988, 1992.
  - Финалиста (3) :  1987, 1990, 1998.

## Познатији играчи
- Јогев Охајон
- Лиор Елијаху
- Римантас Каукенас
- Саша Братић